# Praça Velha de Angra do Heroísmo

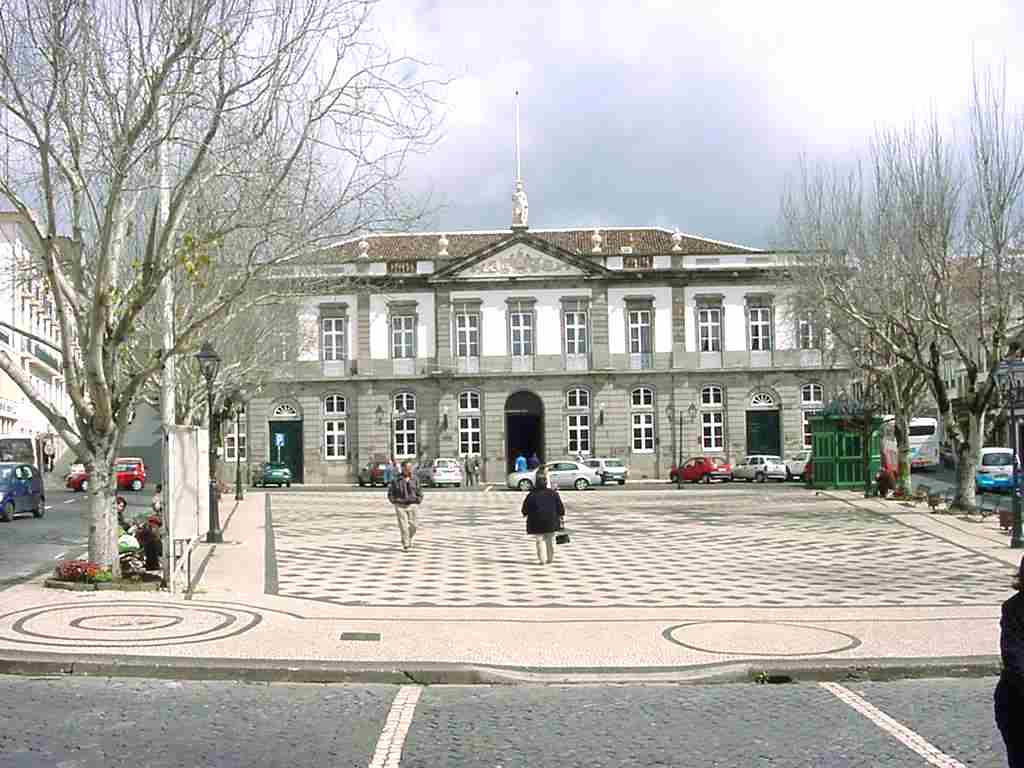
A Praça Velha com a Câmara Municipal de Angra do Heroísmo

O principal e mais antigo espaço de encontro cívico da Cidade de Angra do Heroísmo remonta ao séc. XV.
Nos inícios da cidade, era uma pequena praça com menos de metade da área actual e era conhecida simplesmente como "Praça", aparecendo assim na carta de 1595 publicada por Jan Huygen van Linschoten.
É um espaço trapezoidal para onde confluem os dois principais arruamentos de Angra do Heroísmo (Rua da Sé e Rua Direita) e onde, desde sempre, se localizou o paço municipal.

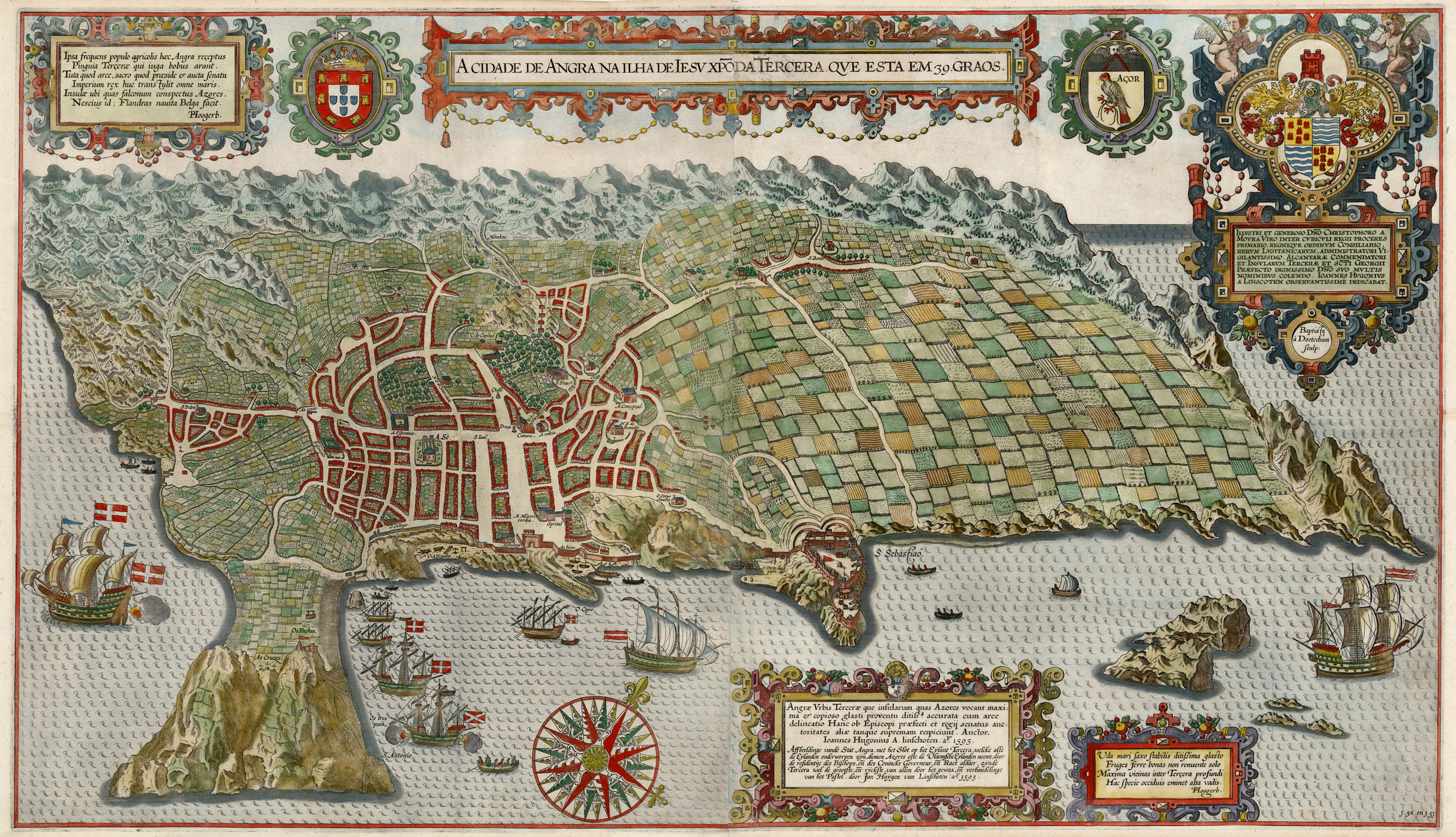
A "Praça" ao centro da carta da Cidade de Angra publicada por Jan Huygen van Linschoten (1595)

Esta praça, que também já se chamou "Dos Santos Cosme e Damião" e "Praça da Restauração", é, desde sempre, a "sala de visitas" de uma Cidade que, por diversas vezes, realizou obras de engrandecimento urbano. Viu sucederem-se pelo menos 3 edifícios para serviço da Câmara Municipal, sofrendo, em finais da década de 20, as obras de embelezamento que hoje lhe dão forma. Foi por essa ocasião que recebeu o empedrado artístico inspirado em manta regional terceirense da autoria de Mestre Maduro Dias em 1929 tida, por muitos, como obra introdutora do Modernismo no Arquipélago.

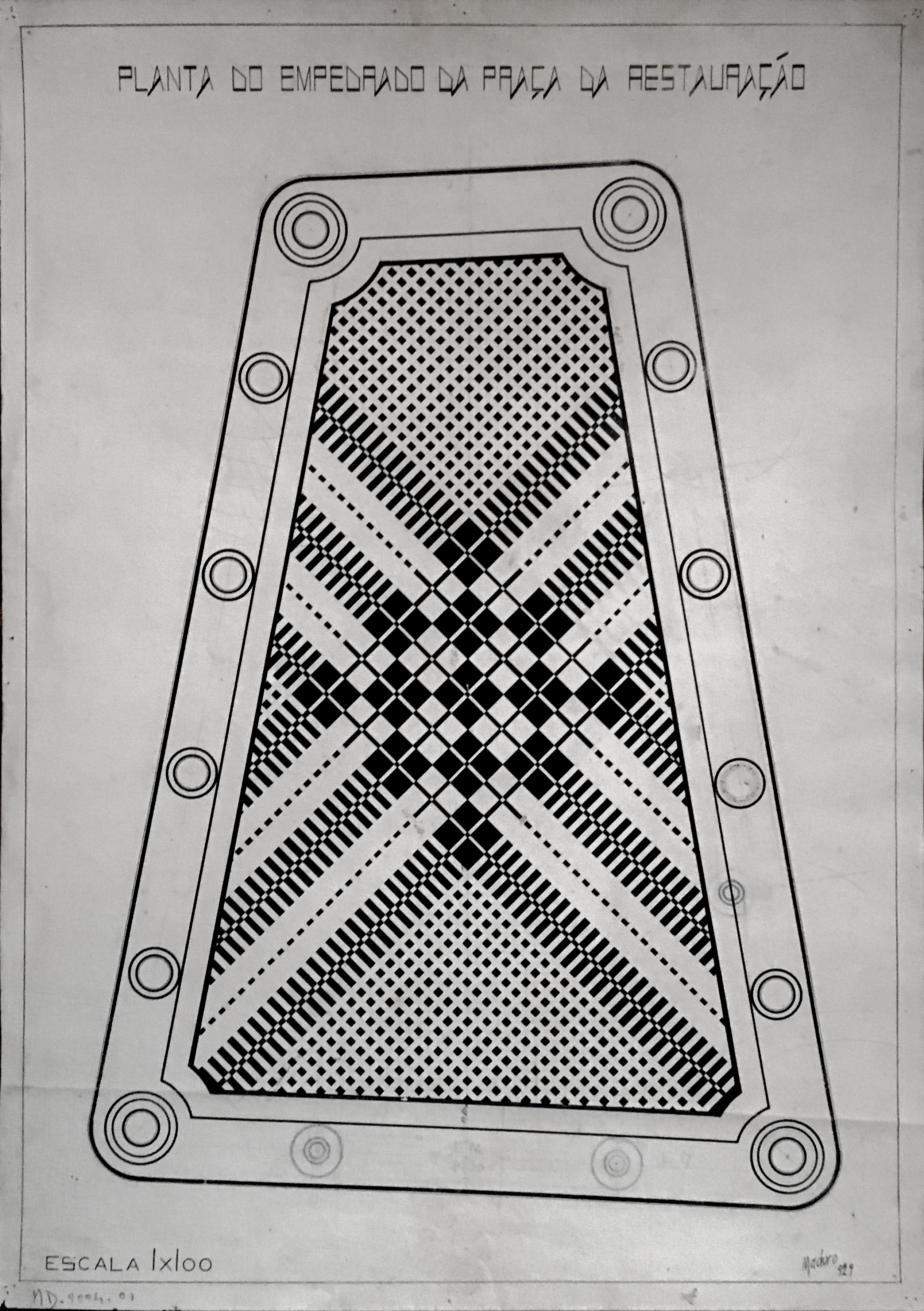
Planta do Empedrado da Praça da Restauração de Angra do Heroísmo (1929)

O tratamento especial e a orientação dada ao empedrado iludem tão completamente o visitante que se imagina estar perante um rectângulo perfeito e não numa praça absolutamente irregular.
Os jovens calceteiros terceirenses que ajudaram a realizar, como aprendizes, e sob a orientação de calceteiros profissionais de Lisboa, vieram a ser, nos anos seguintes, os realizadores de muitos outros apontamentos de empedrado artístico da Ilha Terceira.